# La Saïdia
La Saïdia és un districte de València, situat al nord de la Ciutat Vella, i s'estén des del marge esquerre del riu Túria fins a l'avinguda del Dr. Peset Aleixandre. A l'est, la fita és al carrer del General Elio, al començament de l'avinguda de Vicent Blasco Ibáñez, i a l'oest a l'avinguda de Burjassot.
El districte té molts llocs de destacable importància. Un n'és el monestir de la Trinitat, al barri homònim. Una de les vies més destacades és el carrer de Sagunt, que segueix el traçat de l'antiga Via Augusta. Al costat del qual es troba el Mercat Municipal de Sant Pere Nolasc, possiblement el més antic de la ciutat de la seua categoria. També va existir, enfront del pont de Sant Josep el monestir cistercenc de la Saïdia,
enderrocat als anys seixanta. D'antuvi, era el punt de confluència de les vies del trenet de València que es dirigien des de Rafelbunyol, Burjassot i el Cabanyal fins a l'estació del Pont de Fusta, situat al punt més meridional del districte; avui en dia, és el modern tramvia qui recorre de l'oest a l'est el districte. També disposa d'importants parcs municipals, com ara els jardins del Reial, a la fita amb el Pla del Reial, i el parc Municipal de Marxalenes.
El districte tenia 49.320 habitants el 2007, dividits així:
- Marxalenes: 11.423.
- Morvedre: 10.535.
- Trinitat: 8.256.
- Tormos: 8.960.
- Sant Antoni: 10.146.